# Georges d'Heylli
Georges d’Heylli, né Edmond-Antoine Poinsot, le 16 aout 1833 à Nogent-sur-Seine et mort le 5 octobre 1902 à Neuilly-sur-Seine, est un publiciste français.

## Biographie
Chef de bureau dans une des grandes administrations de l’État, d’Heylli a créé, en 1876, la Gazette anecdotique (d), recueil bimensuel publié à la Librairie des bibliophiles (d), gérée par l’imprimeur Jouaust. Cette gazette a paru jusqu’en 1903. Outre ses nombreuses publications, on lui doit également le Dictionnaire des pseudonymes. Il a surtout donné, dans ses dernières années, des publications plus exclusivement relatives au théâtre.
Il avait d’abord orthographié son pseudonyme d’Heilly ; mais, sur la réclamation d’une famille qui porte ce nom, il a dû légèrement en modifier l’orthographe en Heylli. Il a encore signé Edmond de Saint-Point, Edmond de Freytag, nom du lieutenant général de Freytag, son grand-père, Edmond de Nogent, etc.
Il avait épousé le 20 août 1862 Emma Bascans, la fille de Ferdinand Bascans, l’ancien gérant du journal la Tribune et de Sophie Lagut, directrice du célèbre pensionnat de jeunes filles de Chaillot. Emma Bascans a publié diverses compositions musicales, soit sous son nom de jeune fille, soit sous le pseudonyme de Frédéric Wald.

## Œuvres
- Bressant, sociétaire retiré de la Comédie-Française, 1877.
- Brindeau, 1882.
- Clémentine Jouassain, sociétaire retirée de la Comédie-Française, 1887.
- Comédie-Française, 1874.
- Cotillon III, 1867.
- Courrier des bibliophiles, 1876.
- Delaunay, sociétaire de la Comédie-Française, 1883.
- Dictionnaire des pseudonymes, 1868 ; 1869 ; 1887 ; 1971 ; 1998 (lire en ligne sur Gallica).
- Dix Mois à la Comédie-Française, siège et Commune, 1870-1871, 1885.
- Documents sur la guerre de 1870-71 et sur la Commune. Victor Hugo et la Commune, 1871.
- Extraction des cercueils royaux à Saint-Denis en 1793, 1866 ; 1868.
- Foyers et coulisses, histoire anecdotique des théâtres de Paris. Comédie-Française, 1873 ; 1875 ; 1877.
- Foyers et coulisses. Histoire anecdotique des Théâtres de Paris… Opéra-comique…, 1885.
- Georges d’Heilly. Cotillon III [la comtesse du Barry], 1867.
- Extraction des cercueils royaux à Saint-Denis en 1793. Relation authentique, 1861 ; 1866 ; 1868.
- Les Fils de leurs œuvres, 1868.
- Maladie et mort de Louis XV. Relation, 1866.
- Morts royales, 1867.
- Journal d'un habitant de Neuilly pendant la Commune : le château, les habitants, les ruines, 1872, lire en ligne sur Gallica.
- Journal du siège de Paris, 1871, t. 1 lire en ligne sur Gallica, t. 2 lire en ligne sur Gallica, t. 3 lire en ligne sur Gallica.
- Journal intime de la Comédie française, 1879.
- Jules Favre et le comte de Bismark. Entrevue de Ferrières. Documents officiels publiés par George d’Heylli, 1870.
- L’Évasion de La Valette, 1815, 1891.
- « La Jeunesse de Madame de Rute », La Revue, 1er janvier 1901.
- La Légion d’honneur et la Commune. Rapports et dépositions authentiques concernant le séjour du général Eudes et de son état-major à la grande chancellerie, 1871.
- La Légion d’honneur et la Commune, 1871.
- Le Cercueil retrouvé du cardinal de Retz, 1812 ; 1872.
- Le Dernier Fils de Rachel, 1898.
- Le Livre Rouge de la Commune, 1871.
- Le Maréchal Ney, 1869.
- « Le Neveu de la Marquise », Saynètes et monologues, Paris, Tresse, 1878.
- Le Scandale au théâtre, 1861.
- Le Supplice d’un homme, parodie en 2 tableaux et 2 entr’actes, [s. l. n. d.], 18 ff.
- Léon Guillard, 1878.
- Les Colonies françaises d’Amérique, avec Maurice Besson, Marius-Ary Leblond, Jean Roullier, 1936.
- Les Fils de leurs œuvres, 1868.
- « Les Petits Neveux de Napoléon Ier, La jeunesse de Mme de Rute », La Revue, p. 49-62.
- Les quatre-vingts ans d’une tragédienne, 1902.
- Les Tombes Royales de Saint-Denis, 1872 ; 2013.
- Lettres inédites de George Sand (autour de la fille de Mme George Sand).
- M. Thiers à Versailles, 1871.
- Madame Arnould-Plessy, 1834-1876), 1876.
- Madame E. de Girardin (Delphine Gay), 1869.
- Madeleine Brohan, 1886.
- Maladie et mort de Louis XV, relation, 1866.
- Morts royales, 1867.
- Notes relatives à l’histoire de la table. - [2]
- Opéra-comique, 1883.
- Opéra, 1875.
- Rachel et la Ristori : les quatre-vingts ans d’une tragédienne, les séjours de la Ristori à Paris, souvenirs recueillis par Georges d’Heylli, 1902.
- Rachel, d’après sa correspondance, illustré par Jules-Louis Massard, 1882.
- Régnier sociétaire de la comédie Française, 1831-1872)..., 1871.
- Regnier, sociétaire de la Comédie-française, 1831-1872), 1872.
- Un drame inédit de Beaumarchais "L’ami de la maison"
- Verteuil, 1882.
- Victor Hugo et la Commune, 1871.